# Oscar Mejía Víctores
Óscar Humberto Mejía Víctores, né le 9 décembre 1930 à Guatemala et mort le 1er février 2016 dans la même ville, est un militaire et homme d'État guatémaltèque, chef d'État du Guatemala de 1983 à 1986. 

## Biographie
Le 1er septembre 1982, le général Mejía est nommé ministre de la Défense par le général Efraín Ríos Montt qui avait pris le pouvoir le 23 mars de la même année en renversant Romeo Lucas. Le 8 août 1983, c'est au tour de Ríos Montt d'être renversé par le général Mejía qui l'accuse d'être sous l'influence de fanatiques du protestantisme évangélique (religion à laquelle Ríos Montt s'était converti en 1978).
La présidence de Mejía, en pleine guerre civile guatémaltèque est marquée par une intensification des activités des escadrons de la mort dans les villes tandis que sa belle-sœur, Ofelia de Gamas, met sur pied un trafic d'enfants à destination de l'Europe. Il permet cependant un retour à la démocratie libérale marqué notamment par l'élection d'une Assemblée nationale constituante en 1984 (en). Le général Mejía quitte ses fonctions lors de l'investiture de Vinicio Cerezo, élu lors de l'élection présidentielle de l'année précédente (en)
Comme ses deux prédécesseurs (José Efraín Ríos Montt et Fernando Romeo Lucas García), il est accusé de génocide à l'égard du peuple maya par l'Audience nationale espagnole.